# Lepidium angolense
Lepidium angolense là một loài thực vật có hoa trong họ Cải. Loài này được Jonsell mô tả khoa học đầu tiên năm 1975.